# Cronassia
La cronassia è il tempo di reazione di un muscolo ad uno stimolo di corrente sul suo nervo motore di intensità doppia della  reobase (intensità minima di corrente da applicare ad un nervo per avere una contrazione muscolare). Questa reazione fu scoperta da Weiss, e poi studiata da Louis Lapicque, nel 1909, che definì due parametri,  la cronassia e  la reobase. Nel 1935 Klein studiò la cronassia, arrivando alla conclusione che durante questa reazione aumenta l'eccitabilità, grazie alla reobase.. La cronassia si misura dalla reobase, e le due cose insieme, formano la qualità delle caratteristiche elettriche di un elettrodo. L'efedrina, i glucocorticosteroidi, la epinefrina e la isoprotenenolo riducono la soglia di stimolazione
Nel 1936 sono stati scritti tre libri, uno di Fabio Visintini, intitolato La cronassia; elettrofisiologia ed elettrodiagnostica, e l'altro di Cristoforo Colombi e A. Romero, dal titolo La cronassia neuro-muscolare nell'amiotrofia da immobilizzazione (ricerche sperimentali). ed un terzo sempre degli autori Colombi e Romero, dal titolo La cronassia di subordinazione nella narcosi evipanica e in quella cloralosica.